# 趙鐸 (弘治進士)
趙鐸（1457年—？），字鳴教，山西平阳府曲沃县人，军籍，明朝政治人物。

## 生平
山西鄉試第五十五名舉人。弘治十二年（1499年）中式己未科會試第八十四名，三甲第一百九十六名進士。授刑科給事中，正德元年（1506年）七月升兵科右，二年九月升本科都，五年出为大名府知府，九年正月考察去職。

## 家族
曾祖趙陸；祖趙武；父趙聚。母靳氏。永感下。弟鑛、鎧、鋭。